# Osiedle Kochanowskiego (Ełk)
Osiedle Kochanowskiego – osiedle mieszkaniowe w południowej części Ełku. Od zachodu graniczy poprzez ulicę Kilińskiego z osiedlem Bogdanowicza, od wschodu przez tory kolejowe z ełcką podstrefą Suwalskiej Specjalnej Strefy Ekonomicznej, a od południa z Szybą. Zabudowa osiedla jest zróżnicowana. Wzdłuż ulicy Kilińskiego, będącej jedną z najdłuższych i najbardziej ruchliwych ulic miasta, znajdują się bloki mieszkalne z czasów PRL, natomiast po przeciwnej stronie osiedla dominuje zabudowa jednorodzinna wzdłuż ulicy Kochanowskiego. W północnej części osiedla znajdują się miejski cmentarz komunalny oraz supermarket Kaufland. Przy ulicy Kilińskiego 7 znajduje się kościół Parafii pw. Ducha Świętego.

## Historia

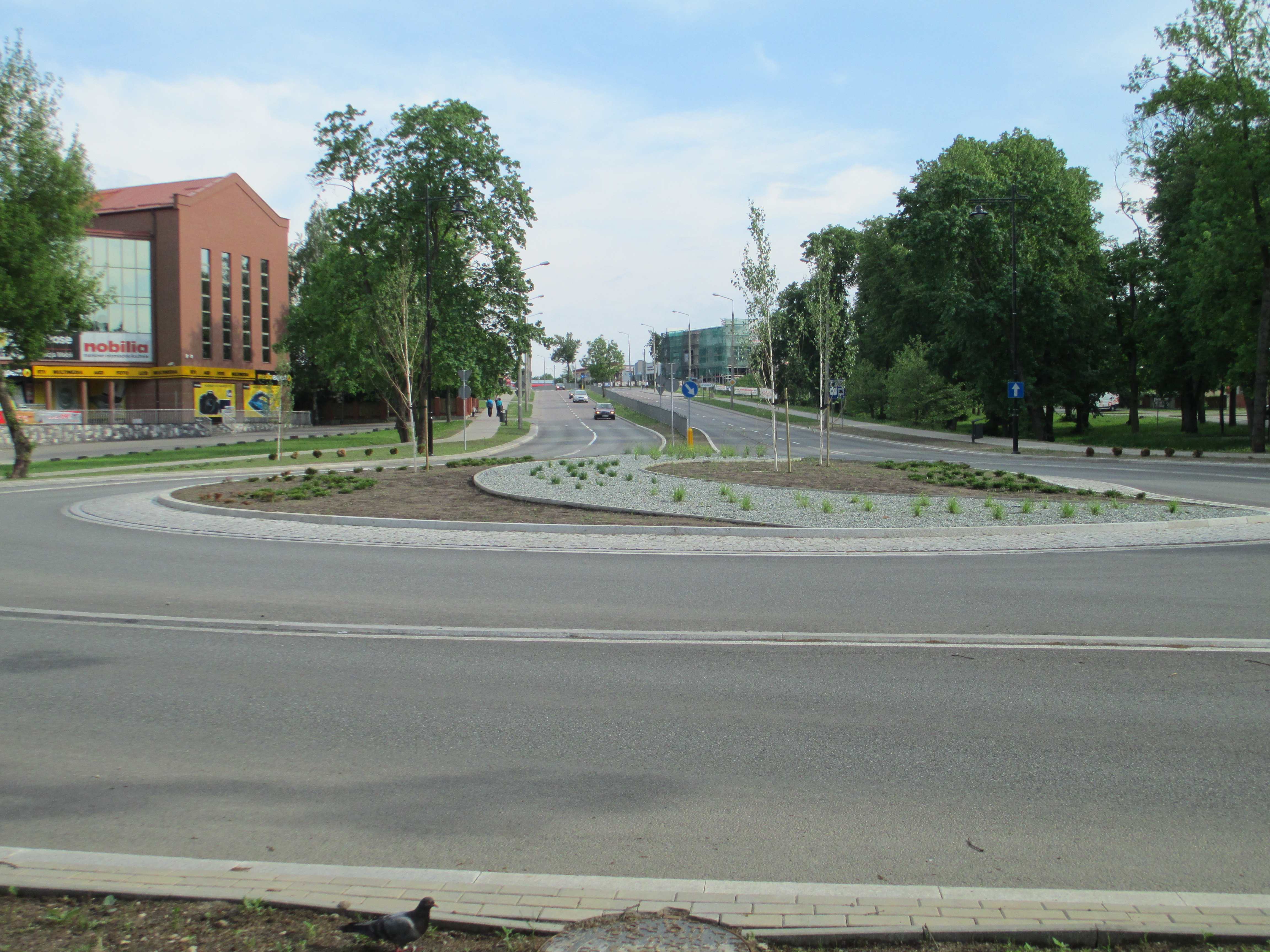
Rondo Saperów na ul. Kilińskiego, osiedle Kochanowskiego po lewej od ulicy

W 1933 na terenie wzdłuż torów kolejowych za miejskim cmentarzem rozpoczęto budowę osiedla z zabudową jednorodzinną. Osiedle w takiej formie funkcjonowało do 1978, kiedy to Spółdzielnia Mieszkaniowa "Świt" na terenie pomiędzy ulicą Kochanowskiego (stanowiącą główną ulicę osiedla domków jednorodzinnych) a ulicą Kilińskiego (stanowiącą część głównej arterii komunikacyjnej miasta i główną drogę łączącą ówczesną Szybę z pozostałą częścią miasta) rozpoczęła stawiać bloki z wielkiej płyty. Wówczas osiedle przyjęło nazwę od ulicy Kochanowskiego. 29 czerwca 1992 powołano Parafię pw. Ducha Świętego obejmującą zasięgiem osiedla Bogdanowicza i Kochanowskiego.

## Wisielcza Góra
Do połowy XIX wieku, gdy południową granicę miasta wyznaczała rzeka Ełk, w okolicy obecnej ulicy Krzywej w południowej części osiedla, przy ówczesnej drodze z Ełku do wsi Szyba znajdowało się wzniesienie nazywane przez lokalną ludność Wisielczą Górą. Według legendy i tradycji ludowej było to miejsce wykonywania wyroków na skazańcach

## Ulice
- ul. Cmentarna
- ul. Marii Dąbrowskiej
- ul. Jana Kilińskiego
- ul. Jana Kochanowskiego
- ul. Mikołaja Kopernika
- ul. Juliusza Korsaka
- ul. Krzywa
- ul. Kwiatowa
- ul. Jana Matejki
- ul. Zofii Nałkowskiej
- ul. Cypriana Kamila Norwida
- ul. Emilii Plater
- ul. Bolesława Prusa
- ul. Mikołaja Reja
- ul. Targowa
- ul. Melchiora Wańkowicza
- ul. Stanisława Wyspiańskiego
- ul. Gabrieli Zapolskiej